# Monacos Grand Prix 1988
Monacos Grand Prix 1988 var det tredje av 16 lopp ingående i formel 1-VM 1988.

## Resultat
1. Alain Prost, McLaren-Honda, 9 poäng
2. Gerhard Berger, Ferrari, 6
3. Michele Alboreto, Ferrari, 4
4. Derek Warwick, Arrows-Megatron, 3
5. Jonathan Palmer, Tyrrell-Ford, 2
6. Riccardo Patrese, Williams-Judd, 1
7. Yannick Dalmas, Larrousse (Lola-Ford)
8. Thierry Boutsen, Benetton-Ford
9. Nicola Larini, Osella
10. Ivan Capelli, March-Judd

### Förare som bröt loppet
- Ayrton Senna, McLaren-Honda (varv 66, snurrade av)
- Philippe Alliot, Larrousse (Lola-Ford) (50, kollision)
- Mauricio Gugelmin, March-Judd (45, bränslesystem)
- Piercarlo Ghinzani, Zakspeed (43, växellåda)
- Alessandro Nannini, Benetton-Ford (38, växellåda)
- Luis Pérez Sala, Minardi-Ford (36, bakaxel)
- Nigel Mansell, Williams-Judd (32, kollision)
- Andrea de Cesaris, Rial-Ford (28, motor)
- Rene Arnoux, Ligier-Judd (17, motor)
- Oscar Larrauri, EuroBrun-Ford (14, bromsar)
- Eddie Cheever, Arrows-Megatron (8, motor)
- Stefan "Lill-Lövis" Johansson, Ligier-Judd (6, motor)
- Gabriele Tarquini, Coloni-Ford (5, upphängning)
- Nelson Piquet, Lotus-Honda (0, kollision)
- Alex Caffi, BMS Scuderia Italia (Dallara-Ford) (0, snurrade av)
- Philippe Streiff, AGS-Ford (0, gasspjäll)

### Förare som diskvalificerades
- Stefano Modena, EuroBrun-Ford (varv 0)

### Förare som ej kvalificerade sig
- Satoru Nakajima, Lotus-Honda
- Bernd Schneider, Zakspeed
- Adrian Campos, Minardi-Ford
- Julian Bailey, Tyrrell-Ford

## VM-ställning
| Förarmästerskapet 1. Alain Prost, McLaren-Honda, 24 2. Gerhard Berger, Ferrari, 14 3. Ayrton Senna, McLaren-Honda, 9 | Konstruktörsmästerskapet 1. McLaren-Honda, 33 2. Ferrari, 20 3. Lotus-Honda, 9 |